# We Have An Emergency
We Have An Emergency és l'àlbum debut de The Operation M.D., lliurat el 20 de febrer del 2007 per Aquarius Records.

## Llista de pistes
1. "We Have An Emergency" - 1:35
2. "Chain Reaction" - 2:21
3. "Sayonara" - 2:34
4. "The Way That You Walk" - 3:13
5. "Someone Like You" - 2:54
6. "Tomorrow's Calling" - 2:40
7. "Everyday I" - 2:51
8. "Dirt" - 3:40
9. "Photo Sexual" - 2:39
10. "New Kill" - 3:45
11. "Obvious" - 2:39

## Personal

### The Operation M.D.
- Todd Morse (Dr. Rocco) - Veu, Guitarra, Teclat
- Cone McCaslin (Dr. Dynamite) - Baix, Veu, Teclat
- Matt Brannan - Bateria (no és membre oficial de la banda però va ajudar a We Have An Emergency)

### Altres membres
(membres que han treballat a l'àlbum però no s'acrediten)
- Matt Brann - Bateria
- Dr. Dinero[1] - Bateria (no acreditat)
- Dr. London[1] - Guitarra (no acreditat)
- Dr. Space[1] - Bateria (no acreditat)
- Dr. Wo[1] - Guitarra (no acreditat)
- Dr. Simpson[1] - Bateria (no acreditat)